# Deuxième district congressionnel de Caroline du Sud
Le 2e district congressionnel de Caroline du Sud se trouve dans le centre et le sud-ouest de la Caroline du Sud. Le district s'étend de Columbia jusqu'à la région métropolitaine d'Augusta, en Géorgie.
De 1993 à 2012, il comprenait la totalité des comtés de Lexington, Jasper, Hampton, Allendale et Barnwell ; la majorité des comtés de Richland et de Beaufort et des parties des comtés d'Aiken, Calhoun et Orangeburg.
Il a été rendu plus compact lors du redécoupage de 2010 et comprend désormais la totalité des comtés de Lexington, Aiken et Barnwell, la majeure partie du comté de Richland et une partie du comté d'Orangeburg. Outre Columbia (dont 60 % se trouvent dans le district), les autres grandes villes du district comprennent Aiken et North Augusta.
La configuration actuelle du district date de 1933, après que la Caroline du Sud a perdu un siège à la suite du recensement de 1930 montrant que la population de l'État avait diminué. Avant cette époque, une grande partie de son territoire se trouvait dans le 6e district.
En tant que district basé à Columbia de 1933 au début des années 1990, il s'agissait d'un district assez compact dans la partie centrale de l'État, qui s'étendait en grande partie sur la même étendue que la zone métropolitaine de Columbia. À la suite du recensement de 1990, la législature de l'État a dû créer une circonscription à majorité noire. Dans le cadre d'un accord entre républicains et démocrates, le 6e district, auparavant situé dans la partie nord-est de l'État, a été reconfiguré pour intégrer la plupart des résidents noirs de l'ancien 2e. Pour compenser la perte de population, le 2e a été repoussé aussi loin à l'ouest que les franges de la banlieue d'Augusta et aussi loin au sud que Beaufort/Hilton Head. En 2019, le quartier était à plus de 69 % blanc.
Depuis 1965, la 2e circonscription est détenue par le Parti Républicain, coïncidant avec le réalignement des partis politiques dans le Sud à la fin du XXe siècle. Dans les décennies qui ont suivi la guerre civile et avant la privation du droit de vote en 1895 en vertu de la nouvelle constitution de l'État, les membres du Parti Républicain de Caroline du Sud et du Sud étaient pour la plupart des Afro-Américains, y compris de nombreux affranchis qui ont obtenu le droit de vote en raison du soutien républicain aux amendements en faveur de l'émancipation, de la citoyenneté et du droit de vote. Après que les démocrates blancs ont repris le contrôle des gouvernements des États du Sud, à la fin du XIXe siècle, ils ont adopté de nouvelles constitutions entre 1890 et 1908 pour priver les Noirs de leurs droits, les excluant totalement du processus politique. Le Parti Républicain était paralysé dans la région et presque dans le coma.
À la suite du mouvement pour les droits civiques, le Congrès a adopté la loi sur le droit de vote de 1965, qui prévoyait l'application par le gouvernement fédéral des droits constitutionnels des Noirs. Cette année-là, le deuxième mandat du Représentant démocrate du 2e district, Albert Watson, a démissionné, puis s'est présenté comme Républicain aux élections spéciales qui ont suivi et a gagné, devenant ainsi le premier Républicain à représenter la Caroline du Sud à la Chambre depuis la reconstruction.
Cependant, le district avait déjà commencé à se débarrasser de ses racines démocrates Yellow Dog. Certains démocrates d'ancienne ligne ont commencé à diviser leurs listes dès les années 1940, et certains comtés du district n'ont plus soutenu le candidat démocrate officiel à la présidence depuis les années 1950. Le district s'est fortement tourné vers Strom Thurmond lors de sa candidature à la présidence en 1948, et a donné une marge tout aussi massive à Barry Goldwater en 1964. Depuis 1964, Jimmy Carter a été le seul Démocrate à être sur le point de l'emporter. Cependant, les démocrates conservateurs ont occupé la plupart des postes locaux jusque dans les années 1980.
Watson a renoncé à son siège pour se présenter au poste de Gouverneur en 1970. Son successeur, le Sénateur de l'État Floyd Spence, a occupé ce siège pendant plus de 30 ans. Il a été Président du Comité des Services Armés de la Chambre des Représentants de 1995 à 2001 et est décédé quelques mois après avoir été élu pour un 16e mandat. Il a été remplacé lors d'une élection spéciale par l'un de ses anciens collaborateurs, le Sénateur de l'État Joe Wilson.
Wilson a depuis été réélu onze fois. Lors des élections les plus récentes, tenues le 11 novembre 2022, Wilson a obtenu 60 % des voix contre le Démocrate Judd Larkins.

## Géographie
Comtés dans la carte 2023 - 2033 :
- Comté d'Aiken
- Comté de Barnwell
- Comté de Lexington
- Comté d'Orangeburg (en partie)
- Comté de Richland (en partie)

## Historique de vote
| Année | Poste     | Résultats              |
| ----- | --------- | ---------------------- |
| 2000  | Président | Bush 58,0 % – 39,0 %   |
| 2004  | Président | Bush 60,0 % – 39,0 %   |
| 2008  | Président | McCain 60,0 % – 39,0 % |
| 2012  | Président | Romney 59,0 % – 39,0 % |
| 2016  | Président | Trump 56,0 % – 39,0 %  |
| 2020  | Président | Trump 56,0 % – 44,0 %  |

## Liste des Représentants du district
| Membre                         | Parti                        | Années                             | Congrès     | Histoire électorale | Zone géographique                                                                           |
| ------------------------------ | ---------------------------- | ---------------------------------- | ----------- | --- | ------------------------------------------------------------------------------------------- |
| District établi le 4 mars 1789 |                              |                                    |             | |                                                                                             |
| Aedanus Burke (en)             | Anti-Administration          | 4 mars 1789 - 3 mars 1791          | 1er         | Élu en 1788. Retrait. | 1789–1793 District Beaufort-Orangeburg                                                      |
| Robert Barnwell (en)           | Pro Administration           | 4 mars 1791 - 3 mars 1793          | 2e          | Élu en 1790. Retrait. | 1789–1793 District Beaufort-Orangeburg                                                      |
| John Hunter (en)               | Anti-Administration          | 4 mars 1793 - 3 mars 1795          | 3e          | Élu en 1793. Redécoupage vers le 5e district et perd sa réélection. | 1793–1797 District Beaufort-Orangeburg                                                      |
| Wade Hampton I                 | Républicain-Démocrate        | 4 mars 1795 - 3 mars 1797          | 4e          | Élu le 19-20 janvier 1795 pour terminer le mandat du Représentant-élu Robert Barnwell, qui a décliné le siège. Retrait. | 1793–1797 District Beaufort-Orangeburg                                                      |
| John Rutledge Jr. (en)         | Fédéraliste                  | 4 mars 1797 - 3 mars 1803          | 5e - 7e     | Élu en 1796. Réélu en 1798. Réélu en 1800. Perd sa réélection. | 1797–1803 District Beaufort                                                                 |
| William Butler (en)            | Républicain-Démocrate        | 4 mars 1803 - 3 mars 1813          | 8e - 12e    | Redécoupage depuis le 5e district et réélu en 1803. Réélu en 1804. Réélu en 1806. Réélu en 1808. Réélu en 1810. Retrait. | 1803–1813 District Beaufort et Edgefield                                                    |
| William Lowndes (en)           | Républicain-Démocrate        | 4 mars 1813 - 8 mai 1822           | 13e - 17e   | Redécoupage depuis le 4e district et réélu en 1812. Réélu en 1814. Réélu en 1816. Réélu en 1818. Réélu en 1820. Démissionne. | 1813–1833 District Beaufort                                                                 |
| Vacant                         | Vacant                       | 8 mai 1822 - 13 décembre 1822      | 17e         | | 1813–1833 District Beaufort                                                                 |
| James Hamilton Jr. (en)        | Républicain-Démocrate        | 13 décembre 1822 - 3 mars 1825     | 17e - 20e   | Élu pour terminer le mandat de Lowndes. Réélu en 1823. Réélu en 1824. Réélu en 1826. Retrait. | 1813–1833 District Beaufort                                                                 |
| James Hamilton Jr. (en)        | Jacksonien (en)              | 4 mars 1825 - 3 mars 1829          | 17e - 20e   | Élu pour terminer le mandat de Lowndes. Réélu en 1823. Réélu en 1824. Réélu en 1826. Retrait. | 1813–1833 District Beaufort                                                                 |
| Robert W. Barnwell (en)        | Jacksonien (en)              | 4 mars 1829 - 3 mars 1831          | 21e , 22e   | Élu en 1828. Réélu en 1830. Retrait. | 1813–1833 District Beaufort                                                                 |
| Robert W. Barnwell (en)        | Nullifer (en)                | 4 mars 1831 - 3 mars 1833          | 21e , 22e   | Élu en 1828. Réélu en 1830. Retrait. | 1813–1833 District Beaufort                                                                 |
| William J. Grayson (en)        | Nullifer (en)                | 4 mars 1833 - 3 mars 1837          | 23e , 24e   | Élu en 1833. Réélu en 1834. Perd sa réélection. | 1833–1843                                                                                   |
| Robert Rhett (en)              | Démocrate                    | 4 mars 1837 - 3 mars 1843          | 25e - 27e   | Élu en 1836. Réélu en 1838. Réélu en 1840. Redécoupage vers le 7e district. | 1833–1843                                                                                   |
| Richard F. Simpson (en)        | Démocrate                    | 4 mars 1843 - 3 mars 1849          | 28e - 30e   | Élu en 1843. Réélu en 1844. Réélu en 1846. Retrait. | 1843–1853                                                                                   |
| James L. Orr (en)              | Démocrate                    | 4 mars 1849 - 3 mars 1853          | 31e , 32e   | Élu en 1848. Réélu en 1850. Redécoupage vers le 5e district. | 1843–1853                                                                                   |
| William Aiken Jr. (en)         | Démocrate                    | 4 mars 1853 - 3 mars 1857          | 33e , 34e   | Redécoupage depuis le 6e district et réélu en 1853. Réélu en 1854. Retrait. | 1853–1860                                                                                   |
| William P. Miles (en)          | Démocrate                    | 4 mars 1857 - 24 décembre 1860     | 35e , 36e   | Élu en 1856. Réélu en 1858. Réélu en 1860 mais se retire à cause de la guerre civile. | 1853–1860                                                                                   |
| District inactif               | District inactif             | 24 décembre 1860 - 20 juillet 1868 | 36e - 40e   | Guerre de Sécession et Reconstruction | Guerre de Sécession et Reconstruction                                                       |
| Christopher C. Bowen (en)      | Républicain                  | 20 juillet 1868 - 3 mars 1871      | 40e , 41e   | Élu pour terminer le court mandat. Également élu pour un autre mandat. Perd sa réélection. | 1868–1873                                                                                   |
| Robert C. De Large (en)        | Républicain                  | 4 mars 1871 - 24 janvier 1873      | 42e         | Élu en 1870. Siège déclaré vacant. | 1868–1873                                                                                   |
| Vacant                         | Vacant                       | 24 janvier 1873 - 3 mars 1873      | 42e         | | 1868–1873                                                                                   |
| Alonzo J. Ransier (en)         | Républicain                  | 4 mars 1873 - 3 mars 1875          | 43e         | Élu en 1872. Retrait. | 1873–1883                                                                                   |
| Edmund W.M. Mackey (en)        | Républicain Indépendant (en) | 4 mars 1875 - 19 juillet 1876      | 44e         | Élu en 1874. Siège déclaré vacant. | 1873–1883                                                                                   |
| Vacant                         | Vacant                       | 19 juillet 1876 - 7 novembre 1876  | 44e         | | 1873–1883                                                                                   |
| Charles W. Buttz (en)          | Républicain                  | 7 novembre 1876 - 3 mars 1877      | 44e         | Élu pour teminer le mandat de Mackey. Retrait. | 1873–1883                                                                                   |
| Richard H. Cain (en)           | Républicain                  | 4 mars 1877 - 3 mars 1879          | 45e         | Élu en 1876. Retrait. | 1873–1883                                                                                   |
| Michael P. O'Connor (en)       | Démocrate                    | 4 mars 1879 - 26 avril 1881        | 46e , 47e   | Élu en 1878. Réélu en 1880. Décède pendant la contestation de l'élection. | 1873–1883                                                                                   |
| Vacant                         | Vacant                       | 26 avril 1881 - 9 juin 1881        | 47e         | | 1873–1883                                                                                   |
| Samuel Dibble (en)             | Démocrate                    | 9 juin 1881 - 31 mai 1882          | 47e         | Élu pour terminé le mandat d'Oconnor. Perd la contestation de l'élection. | 1873–1883                                                                                   |
| Edmund W.M. Mackey (en)        | Républicain                  | 31 mai 1882 - 3 mars 1883          | 47e         | Remporte la contestation de l'élection. Redécoupage vers le 7e district. | 1873–1883                                                                                   |
| George D. Tillman (en)         | Démocrate                    | 4 mars 1883 - 3 mars 1893          | 48e - 52e   | Élu en 1882. Réélu en 1884. Réélu en 1886. Réélu en 1888. Réélu en 1890. Perd sa renomination. | 1883–1893                                                                                   |
| W. Jasper Talbert (en)         | Démocrate                    | 4 mars 1893 - 3 mars 1903          | 53e - 57e   | Élu en 1892. Réélu en 1894. Réélu en 1896. Réélu en 1898. Réélu en 1900. Retrait pour se présenter comme Gouverneur de Caroline du Sud. | 1893–1903                                                                                   |
| George W. Croft (en)           | Démocrate                    | 4 mars 1903 - 10 mars 1904         | 58e         | Élu en 1902. Décès. | 1903–1913                                                                                   |
| Vacant                         | Vacant                       | 10 mars 1904 - 17 mai 1904         | 58e         | | 1903–1913                                                                                   |
| Theodore G. Croft (en)         | Démocrate                    | 17 mai 1904 - 3 mars 1905          | 58e         | Élu pour terminer le mandat de son père. Retrait. | 1903–1913                                                                                   |
| James O'H Patterson (en)       | Démocrate                    | 4 mars 1905 - 3 mars 1911          | 59e - 61e   | Élu en 1904. Réélu en 1906. Réélu en 1908. Retrait. | 1903–1913                                                                                   |
| James F. Byrnes                | Démocrate                    | 4 mars 1911 - 3 mars 1925          | 62e - 68e   | Élu en 1910. Réélu en 1912. Réélu en 1914. Réélu en 1916. Réélu en 1918. Réélu en 1920. Réélu en 1922. Retrait pour se présenter comme Sénateur des États-Unis.                                                                                      | 1903–1913                                                                                   |
| James F. Byrnes                | Démocrate                    | 4 mars 1911 - 3 mars 1925          | 62e - 68e   | Élu en 1910. Réélu en 1912. Réélu en 1914. Réélu en 1916. Réélu en 1918. Réélu en 1920. Réélu en 1922. Retrait pour se présenter comme Sénateur des États-Unis.                                                                                      | 1913–1933 Comtés d'Aiken, Bamberg, Barnwell, Beaufort, Edgefield, Hampton, Jasper et Saluda |
| Butler B. Hare (en)            | Démocrate                    | 4 mars 1925 - 3 mars 1933          | 69e - 72e   | Élu en 1924. Réélu en 1926. Réélu en 1928. Réélu en 1930. Retrait. |                                                                                             |
| Hampton Fulmer (en)            | Démocrate                    | 4 mars 1933 - 19 octobre 1944      | 73e - 78e   | Redécoupage depuis le 7e district et réélu en 1932. Réélu en 1934. Réélu en 1936. Réélu en 1938. Réélu en 1940. Réélu en 1942. Décès. | 1933–1943                                                                                   |
| Hampton Fulmer (en)            | Démocrate                    | 4 mars 1933 - 19 octobre 1944      | 73e - 78e   | Redécoupage depuis le 7e district et réélu en 1932. Réélu en 1934. Réélu en 1936. Réélu en 1938. Réélu en 1940. Réélu en 1942. Décès. | 1943–1953                                                                                   |
| Vacant                         | Vacant                       | 19 octobre 1944 - 7 novembre 1944  | 78e         | |                                                                                             |
| Willa L. Fulmer (en)           | Démocrate                    | 7 novembre 1944 - 3 janvier 1945   | 78e         | Élu pour terminer le mandat de son mari. Retrait. |                                                                                             |
| John J. Riley (en)             | Démocrate                    | 3 janvier 1945 - 3 janvier 1949    | 79e , 80e   | Élu en 1944. Réélu en 1946. Perd sa renomination. |                                                                                             |
| Hugo S. Sims Jr. (en)          | Démocrate                    | 3 janvier 1949 - 3 janvier 1951    | 81e         | Élu en 1948. Perd sa renomination. |                                                                                             |
| John J. Riley (en)             | Démocrate                    | 3 janvier 1951 - 1er janvier 1962  | 82e - 87e   | Élu en 1950. Réélu en 1952. Réélu en 1954. Réélu en 1956. Réélu en 1958. Réélu en 1960. Décès. |                                                                                             |
| John J. Riley (en)             | Démocrate                    | 3 janvier 1951 - 1er janvier 1962  | 82e - 87e   | Élu en 1950. Réélu en 1952. Réélu en 1954. Réélu en 1956. Réélu en 1958. Réélu en 1960. Décès. | 1953–1963                                                                                   |
| Vacant                         | Vacant                       | 1er janvier 1962 - 10 avril 1962   | 87e         | |                                                                                             |
| Corinne Boyd Riley (en)        | Démocrate                    | 10 avril 1962 - 3 janvier 1963     | 87e         | Élue pour terminer le mandat de son mari. Retrait. |                                                                                             |
| Albert Watson (en)             | Démocrate                    | 3 janvier 1963 - 1er février 1965  | 88e , 89e   | Élu en 1962. Réélu en 1964. Démissionne pour contester l'élection spéciale en tant que Républicain. | 1963–1973                                                                                   |
| Vacant                         | Vacant                       | 1er février 1965 - 15 juin 1965    | 89e         | | 1963–1973                                                                                   |
| Albert Watson (en)             | Républicain                  | 15 juin 1965 - 3 janvier 1971      | 89e - 91e   | Réélu pour termine son mandat en tant que Républicain. Réélu en 1966. Réélu en 1968. Retrait pour se présenter comme Gouverneur. | 1963–1973                                                                                   |
| Floyd Spence (en)              | Républicain                  | 3 janvier 1971 - 16 août 2001      | 92e - 107e  | Élu en 1970. Réélu en 1972. Réélu en 1974. Réélu en 1976. Réélu en 1978. Réélu en 1980. Réélu en 1982. Réélu en 1984. Réélu en 1986. Réélu en 1988. Réélu en 1990. Réélu en 1992. Réélu en 1994. Réélu en 1996. Réélu en 1998. Réélu en 2000. Décès. | 1963–1973                                                                                   |
| Floyd Spence (en)              | Républicain                  | 3 janvier 1971 - 16 août 2001      | 92e - 107e  | Élu en 1970. Réélu en 1972. Réélu en 1974. Réélu en 1976. Réélu en 1978. Réélu en 1980. Réélu en 1982. Réélu en 1984. Réélu en 1986. Réélu en 1988. Réélu en 1990. Réélu en 1992. Réélu en 1994. Réélu en 1996. Réélu en 1998. Réélu en 2000. Décès. | 1973–1983:                                                                                  |
| Floyd Spence (en)              | Républicain                  | 3 janvier 1971 - 16 août 2001      | 92e - 107e  | Élu en 1970. Réélu en 1972. Réélu en 1974. Réélu en 1976. Réélu en 1978. Réélu en 1980. Réélu en 1982. Réélu en 1984. Réélu en 1986. Réélu en 1988. Réélu en 1990. Réélu en 1992. Réélu en 1994. Réélu en 1996. Réélu en 1998. Réélu en 2000. Décès. | 1983–1993:                                                                                  |
| Floyd Spence (en)              | Républicain                  | 3 janvier 1971 - 16 août 2001      | 92e - 107e  | Élu en 1970. Réélu en 1972. Réélu en 1974. Réélu en 1976. Réélu en 1978. Réélu en 1980. Réélu en 1982. Réélu en 1984. Réélu en 1986. Réélu en 1988. Réélu en 1990. Réélu en 1992. Réélu en 1994. Réélu en 1996. Réélu en 1998. Réélu en 2000. Décès. | 1993–2003                                                                                   |
| Vacant                         | Vacant                       | 16 août 2001 - 18 décembre 2001    | 107e        | |                                                                                             |
| Joe Wilson                     | Républicain                  | 18 décembre 2001 - Présent         | 107e - 118e | Élu pour terminer le mandat de Spence. Réélu en 2002. Réélu en 2004. Réélu en 2006. Réélu en 2008. Réélu en 2010. Réélu en 2012. Réélu en 2014. Réélu en 2016. Réélu en 2018. Réélu en 2020. Réélu en 2022.                                          |                                                                                             |
| Joe Wilson                     | Républicain                  | 18 décembre 2001 - Présent         | 107e - 118e | Élu pour terminer le mandat de Spence. Réélu en 2002. Réélu en 2004. Réélu en 2006. Réélu en 2008. Réélu en 2010. Réélu en 2012. Réélu en 2014. Réélu en 2016. Réélu en 2018. Réélu en 2020. Réélu en 2022.                                          | 2003–2013                                                                                   |
| Joe Wilson                     | Républicain                  | 18 décembre 2001 - Présent         | 107e - 118e | Élu pour terminer le mandat de Spence. Réélu en 2002. Réélu en 2004. Réélu en 2006. Réélu en 2008. Réélu en 2010. Réélu en 2012. Réélu en 2014. Réélu en 2016. Réélu en 2018. Réélu en 2020. Réélu en 2022.                                          | 2013–2023                                                                                   |
| Joe Wilson                     | Républicain                  | 18 décembre 2001 - Présent         | 107e - 118e | Élu pour terminer le mandat de Spence. Réélu en 2002. Réélu en 2004. Réélu en 2006. Réélu en 2008. Réélu en 2010. Réélu en 2012. Réélu en 2014. Réélu en 2016. Réélu en 2018. Réélu en 2020. Réélu en 2022.                                          | 2023–2033                                                                                   |

## Résultats des récentes élections
Voici les résultats des dix précédents cycles électoraux dans le district.

### 2004
| Élection de 2004 du 2e district congressionnel de Caroline du Sud | Élection de 2004 du 2e district congressionnel de Caroline du Sud | Élection de 2004 du 2e district congressionnel de Caroline du Sud | Élection de 2004 du 2e district congressionnel de Caroline du Sud | Élection de 2004 du 2e district congressionnel de Caroline du Sud |
| ----------------------------------------------------------------- | ----------------------------------------------------------------- | ----------------------------------------------------------------- | ----------------------------------------------------------------- | ----------------------------------------------------------------- |
| Parti                                                             | Parti                                                             | Candidat                                                          | Votes                                                             | %                                                                 |
|                                                                   | Républicain                                                       | Joe Wilson (sortant)                                              | 181 862                                                           | 65,0                                                              |
|                                                                   | Démocrate                                                         | Michael Ray Ellisor                                               | 93 249                                                            | 33,3                                                              |
|                                                                   | Constitution                                                      | Steve Lefemine                                                    | 4 447                                                             | 1,6                                                               |
|                                                                   | Write-In                                                          | Write-In                                                          | 312                                                               | 0,1                                                               |
| Total des votes                                                   | Total des votes                                                   | Total des votes                                                   | 279 870                                                           | 100 %                                                             |
|                                                                   | Les Républicains conservent                                       |                                                                   |                                                                   |                                                                   |

### 2006
| Élection de 2006 du 2e district congressionnel de Caroline du Sud | Élection de 2006 du 2e district congressionnel de Caroline du Sud | Élection de 2006 du 2e district congressionnel de Caroline du Sud | Élection de 2006 du 2e district congressionnel de Caroline du Sud | Élection de 2006 du 2e district congressionnel de Caroline du Sud |
| ----------------------------------------------------------------- | ----------------------------------------------------------------- | ----------------------------------------------------------------- | ----------------------------------------------------------------- | ----------------------------------------------------------------- |
| Parti                                                             | Parti                                                             | Candidat                                                          | Votes                                                             | %                                                                 |
|                                                                   | Républicain                                                       | Joe Wilson (sortant)                                              | 127 811                                                           | 62,6                                                              |
|                                                                   | Démocrate                                                         | Michael Ray Ellisor                                               | 76 090                                                            | 37,3                                                              |
|                                                                   | Write-In                                                          | Write-In                                                          | 151                                                               | 0,1                                                               |
| Total des votes                                                   | Total des votes                                                   | Total des votes                                                   | 204 052                                                           | 100 %                                                             |
|                                                                   | Les Républicains conservent                                       |                                                                   |                                                                   |                                                                   |

### 2008
| Élection de 2008 du 2e district congressionnel de Caroline du Sud | Élection de 2008 du 2e district congressionnel de Caroline du Sud | Élection de 2008 du 2e district congressionnel de Caroline du Sud | Élection de 2008 du 2e district congressionnel de Caroline du Sud | Élection de 2008 du 2e district congressionnel de Caroline du Sud |
| ----------------------------------------------------------------- | ----------------------------------------------------------------- | ----------------------------------------------------------------- | ----------------------------------------------------------------- | ----------------------------------------------------------------- |
| Parti                                                             | Parti                                                             | Candidat                                                          | Votes                                                             | %                                                                 |
|                                                                   | Républicain                                                       | Joe Wilson (sortant)                                              | 184 583                                                           | 53,7                                                              |
|                                                                   | Démocrate                                                         | Rob Miller                                                        | 158 627                                                           | 46,2                                                              |
|                                                                   | Write-In                                                          | Write-In                                                          | 276                                                               | 0,1                                                               |
| Total des votes                                                   | Total des votes                                                   | Total des votes                                                   | 343 486                                                           | 100 %                                                             |
|                                                                   | Les Républicains conservent                                       |                                                                   |                                                                   |                                                                   |

### 2010
| Élection de 2010 du 2e district congressionnel de Caroline du Sud | Élection de 2010 du 2e district congressionnel de Caroline du Sud | Élection de 2010 du 2e district congressionnel de Caroline du Sud | Élection de 2010 du 2e district congressionnel de Caroline du Sud | Élection de 2010 du 2e district congressionnel de Caroline du Sud |
| ----------------------------------------------------------------- | ----------------------------------------------------------------- | ----------------------------------------------------------------- | ----------------------------------------------------------------- | ----------------------------------------------------------------- |
| Parti                                                             | Parti                                                             | Candidat                                                          | Votes                                                             | %                                                                 |
|                                                                   | Républicain                                                       | Joe Wilson (sortant)                                              | 138 861                                                           | 53,5                                                              |
|                                                                   | Démocrate                                                         | Rob Miller                                                        | 113 625                                                           | 43,8                                                              |
|                                                                   | Libertarien                                                       | Eddie McCain                                                      | 2 856                                                             | 1,1                                                               |
|                                                                   | Constitution                                                      | Marc Beaman                                                       | 4 228                                                             | 1,6                                                               |
|                                                                   | Write-In                                                          | Write-In                                                          | 102                                                               | 0,0                                                               |
| Total des votes                                                   | Total des votes                                                   | Total des votes                                                   | 259 672                                                           | 100 %                                                             |
|                                                                   | Les Républicains conservent                                       |                                                                   |                                                                   |                                                                   |

### 2012
| Élection de 2012 du 2e district congressionnel de Caroline du Sud | Élection de 2012 du 2e district congressionnel de Caroline du Sud | Élection de 2012 du 2e district congressionnel de Caroline du Sud | Élection de 2012 du 2e district congressionnel de Caroline du Sud | Élection de 2012 du 2e district congressionnel de Caroline du Sud |
| ----------------------------------------------------------------- | ----------------------------------------------------------------- | ----------------------------------------------------------------- | ----------------------------------------------------------------- | ----------------------------------------------------------------- |
| Parti                                                             | Parti                                                             | Candidat                                                          | Votes                                                             | %                                                                 |
|                                                                   | Républicain                                                       | Joe Wilson (sortant)                                              | 196 116                                                           | 96,3                                                              |
|                                                                   | Write-In                                                          | Write-In                                                          | 7 602                                                             | 3,7                                                               |
| Total des votes                                                   | Total des votes                                                   | Total des votes                                                   | 203 718                                                           | 100 %                                                             |
|                                                                   | Les Républicains conservent                                       |                                                                   |                                                                   |                                                                   |

### 2014
| Élection de 2014 du 2e district congressionnel de Caroline du Sud | Élection de 2014 du 2e district congressionnel de Caroline du Sud | Élection de 2014 du 2e district congressionnel de Caroline du Sud | Élection de 2014 du 2e district congressionnel de Caroline du Sud | Élection de 2014 du 2e district congressionnel de Caroline du Sud |
| ----------------------------------------------------------------- | ----------------------------------------------------------------- | ----------------------------------------------------------------- | ----------------------------------------------------------------- | ----------------------------------------------------------------- |
| Parti                                                             | Parti                                                             | Candidat                                                          | Votes                                                             | %                                                                 |
|                                                                   | Républicain                                                       | Joe Wilson (sortant)                                              | 121 649                                                           | 62,5                                                              |
|                                                                   | Démocrate                                                         | Phil Black                                                        | 68 719                                                            | 35,3                                                              |
|                                                                   | Labor (en)                                                        | Harold Geddings III                                               | 4 158                                                             | 2,1                                                               |
|                                                                   | Write-In                                                          | Write-In                                                          | 282                                                               | 0,1                                                               |
| Total des votes                                                   | Total des votes                                                   | Total des votes                                                   | 194 808                                                           | 100 %                                                             |
|                                                                   | Les Républicains conservent                                       |                                                                   |                                                                   |                                                                   |

### 2016
| Élection de 2016 du 2e district congressionnel de Caroline du Sud | Élection de 2016 du 2e district congressionnel de Caroline du Sud | Élection de 2016 du 2e district congressionnel de Caroline du Sud | Élection de 2016 du 2e district congressionnel de Caroline du Sud | Élection de 2016 du 2e district congressionnel de Caroline du Sud |
| ----------------------------------------------------------------- | ----------------------------------------------------------------- | ----------------------------------------------------------------- | ----------------------------------------------------------------- | ----------------------------------------------------------------- |
| Parti                                                             | Parti                                                             | Candidat                                                          | Votes                                                             | %                                                                 |
|                                                                   | Républicain                                                       | Joe Wilson (sortant)                                              | 183 746                                                           | 60,2                                                              |
|                                                                   | Démocrate                                                         | Arik Bjorn                                                        | 109 452                                                           | 35,9                                                              |
|                                                                   | American (en)                                                     | Eddie McCain                                                      | 11 444                                                            | 3,8                                                               |
|                                                                   | Write-In                                                          | Write-In                                                          | 354                                                               | 0,1                                                               |
| Total des votes                                                   | Total des votes                                                   | Total des votes                                                   | 304 996                                                           | 100 %                                                             |
|                                                                   | Les Républicains conservent                                       |                                                                   |                                                                   |                                                                   |

### 2018
| Élection de 2018 du 2e district congressionnel de Caroline du Sud | Élection de 2018 du 2e district congressionnel de Caroline du Sud | Élection de 2018 du 2e district congressionnel de Caroline du Sud | Élection de 2018 du 2e district congressionnel de Caroline du Sud | Élection de 2018 du 2e district congressionnel de Caroline du Sud |
| ----------------------------------------------------------------- | ----------------------------------------------------------------- | ----------------------------------------------------------------- | ----------------------------------------------------------------- | ----------------------------------------------------------------- |
| Parti                                                             | Parti                                                             | Candidat                                                          | Votes                                                             | %                                                                 |
|                                                                   | Républicain                                                       | Joe Wilson (sortant)                                              | 144 642                                                           | 56,2                                                              |
|                                                                   | Démocrate                                                         | Sean Carrigan                                                     | 109 199                                                           | 42,5                                                              |
|                                                                   | American (en)                                                     | Sonny Narang                                                      | 3 111                                                             | 1,2                                                               |
|                                                                   | Write-In                                                          | Write-In                                                          | 187                                                               | 0,1                                                               |
| Total des votes                                                   | Total des votes                                                   | Total des votes                                                   | 257 139                                                           | 100 %                                                             |
|                                                                   | Les Républicains conservent                                       |                                                                   |                                                                   |                                                                   |

### 2020
| Élection de 2020 du 2e district congressionnel de Caroline du Sud | Élection de 2020 du 2e district congressionnel de Caroline du Sud | Élection de 2020 du 2e district congressionnel de Caroline du Sud | Élection de 2020 du 2e district congressionnel de Caroline du Sud | Élection de 2020 du 2e district congressionnel de Caroline du Sud |
| ----------------------------------------------------------------- | ----------------------------------------------------------------- | ----------------------------------------------------------------- | ----------------------------------------------------------------- | ----------------------------------------------------------------- |
| Parti                                                             | Parti                                                             | Candidat                                                          | Votes                                                             | %                                                                 |
|                                                                   | Républicain                                                       | Joe Wilson (sortant)                                              | 202 715                                                           | 55,7                                                              |
|                                                                   | Démocrate                                                         | Adair Boroughs                                                    | 155 118                                                           | 42,6                                                              |
|                                                                   | Constitution                                                      | Kathleen Wright                                                   | 6 163                                                             | 1,7                                                               |
|                                                                   | Write-In                                                          | Write-In                                                          | 219                                                               | 0,1                                                               |
| Total des votes                                                   | Total des votes                                                   | Total des votes                                                   | 364 215                                                           | 100 %                                                             |
|                                                                   | Les Républicains conservent                                       |                                                                   |                                                                   |                                                                   |

### 2022
Les primaires républicaines et démocrates ont été annulées. Joe Wilson (R-Sortant) et Judd Larkins (D) avancent vers l'Élection Générale.
| Élection de 2022 du 2e district congressionnel de Caroline du Sud | Élection de 2022 du 2e district congressionnel de Caroline du Sud | Élection de 2022 du 2e district congressionnel de Caroline du Sud | Élection de 2022 du 2e district congressionnel de Caroline du Sud | Élection de 2022 du 2e district congressionnel de Caroline du Sud |
| ----------------------------------------------------------------- | ----------------------------------------------------------------- | ----------------------------------------------------------------- | ----------------------------------------------------------------- | ----------------------------------------------------------------- |
| Parti                                                             | Parti                                                             | Candidat                                                          | Votes                                                             | %                                                                 |
|                                                                   | Républicain                                                       | Joe Wilson (sortant)                                              | 147 699                                                           | 60,0                                                              |
|                                                                   | Démocrate                                                         | Judd Larkins                                                      | 98 081                                                            | 39,8                                                              |
|                                                                   | Write-In                                                          | Write-In                                                          | 346                                                               | 0,1                                                               |
| Total des votes                                                   | Total des votes                                                   | Total des votes                                                   | 246 126                                                           | 100 %                                                             |
|                                                                   | Les Républicains conservent                                       |                                                                   |                                                                   |                                                                   |

### 2024
| Primaire républicaine de 2024 du 2e district congressionnel de Caroline du Sud | Primaire républicaine de 2024 du 2e district congressionnel de Caroline du Sud | Primaire républicaine de 2024 du 2e district congressionnel de Caroline du Sud | Primaire républicaine de 2024 du 2e district congressionnel de Caroline du Sud | Primaire républicaine de 2024 du 2e district congressionnel de Caroline du Sud |
| ------------------------------------------------------------------------------ | ------------------------------------------------------------------------------ | ------------------------------------------------------------------------------ | ------------------------------------------------------------------------------ | ------------------------------------------------------------------------------ |
| Parti                                                                          | Parti                                                                          | Candidat                                                                       | Votes                                                                          | %                                                                              |
|                                                                                | Républicain                                                                    | Joe Wilson (sortant)                                                           | 34 292                                                                         | 73,9                                                                           |
|                                                                                | Républicain                                                                    | Hamp Redmond                                                                   | 12 085                                                                         | 26,1                                                                           |

| Primaire démocrate de 2024 du 2e district congressionnel de Caroline du Sud | Primaire démocrate de 2024 du 2e district congressionnel de Caroline du Sud | Primaire démocrate de 2024 du 2e district congressionnel de Caroline du Sud | Primaire démocrate de 2024 du 2e district congressionnel de Caroline du Sud | Primaire démocrate de 2024 du 2e district congressionnel de Caroline du Sud |
| --------------------------------------------------------------------------- | --------------------------------------------------------------------------- | --------------------------------------------------------------------------- | --------------------------------------------------------------------------- | --------------------------------------------------------------------------- |
| Parti                                                                       | Parti                                                                       | Candidat                                                                    | Votes                                                                       | %                                                                           |
|                                                                             | Démocrate                                                                   | David Robinson II                                                           | 16 299                                                                      | 84,1                                                                        |
|                                                                             | Démocrate                                                                   | Daniel Shrief                                                               | 3 093                                                                       | 15,9                                                                        |

| Élection de 2024 du 2e district congressionnel de Caroline du Sud | Élection de 2024 du 2e district congressionnel de Caroline du Sud | Élection de 2024 du 2e district congressionnel de Caroline du Sud | Élection de 2024 du 2e district congressionnel de Caroline du Sud | Élection de 2024 du 2e district congressionnel de Caroline du Sud |
| ----------------------------------------------------------------- | ----------------------------------------------------------------- | ----------------------------------------------------------------- | ----------------------------------------------------------------- | ----------------------------------------------------------------- |
| Parti                                                             | Parti                                                             | Candidat                                                          | Votes                                                             | %                                                                 |
|                                                                   | Républicain                                                       | Joe Wilson (sortant)                                              | 211 514                                                           | 59,5                                                              |
|                                                                   | Démocrate                                                         | David Robinson II                                                 | 142 985                                                           | 40,2                                                              |
|                                                                   | Write-In                                                          | Write-In                                                          | 786                                                               | 0,2                                                               |
| Total des votes                                                   | Total des votes                                                   | Total des votes                                                   | 355 285                                                           | 100 %                                                             |
|                                                                   | Les Républicains conservent                                       |                                                                   |                                                                   |                                                                   |